# Магомедова, Сарийя Рамазан кызы
Сарийя Рамазан кызы Магомедова (Джавадова) (1985, Махачкала, Дагестанская АССР, РСФСР, СССР) — российская тхэквондистка четырёхкратная чемпионка России. Заслуженный тренер Республики Дагестан (2025).

## Спортивная карьера
Тхэквондо начала заниматься в 1995 году в Екатеринбурге у Валентина Хурса, далее выступала за ДГЦБИ министерства спорта Республики Дагестан в Махачкале. Занималась у Исмаил Исмаилов. В 2002 году в Ираклионе стала серебряным призёром чемпионата мира среди юниоров. В 2004 году на чемпионате Европы выбыла на стадии 1/8 финала. На чемпионате мира 2005 года в Мадриде остановилась на 1/4 финала. В том же году неудачно выступила на Универсиаде в Измире и на чемпионате Европы в Риге. В 2006 году в Иркутске стала чемпионкой России в весе до 57 кг. Сарийя c 2011 года перешла на тренерскую работу в дагестанском Центре боевых искусств в Махачкале, где под ее началом занимаются более 50 спортсменов — преимущественно девочек от 8 до 18 лет.

## Личная жизнь
Окончил Дагестанский государственный технический университет, по специальности — экономист. Муж — Сейфулла, также тхэквондист, четырёхкратный чемпион Европы и призёр чемпионатов мира. Дочь: Самира 2009 года рождения, сын: Джафар 2010 года рождения.

## Достижения
- Чемпионат мира среди юниоров 2003 — ;
- Чемпионат России по тхэквондо 2003 — ;
- Чемпионат России по тхэквондо 2004 — ;
- Чемпионат России по тхэквондо 2005 — ;
- Чемпионат России по тхэквондо 2006 — ;
- Чемпионат России по тхэквондо (ОВК) 2007 — ;